# Saint-Jean-sur-Moivre
Saint-Jean-sur-Moivre ist eine französische Gemeinde mit 200 Einwohnern (Stand: 1. Januar 2022) im Département Marne in der Region Grand Est (vor 2016: Champagne-Ardenne). Die Gemeinde gehört zum Arrondissement Châlons-en-Champagne und zum Kanton Châlons-en-Champagne-3. 

## Geographie
Saint-Jean-sur-Moivre liegt etwa 15 Kilometer südöstlich des Stadtzentrums von Chalons-en-Champagne am Oberlauf des Flusses Moivre. Umgeben wird Saint-Jean-sur-Moivre von den Nachbargemeinden Marson im Norden und Nordwesten, Coupéville im Osten, Saint-Amand-sur-Fion im Süden und Südwesten sowie Dampierre-sur-Moivre im Westen.

## Bevölkerungsentwicklung
| Jahr                       | 1962 | 1968 | 1975 | 1982 | 1990 | 1999 | 2006 | 2011 | 2018 |
| Einwohner                  | 129  | 130  | 124  | 142  | 119  | 125  | 190  | 201  | 206  |
| Quellen: Cassini und INSEE |      |      |      |      |      |      |      |      |      |

## Sehenswürdigkeiten
- Kirche Saint-Jean-Baptiste aus dem 13. Jahrhundert

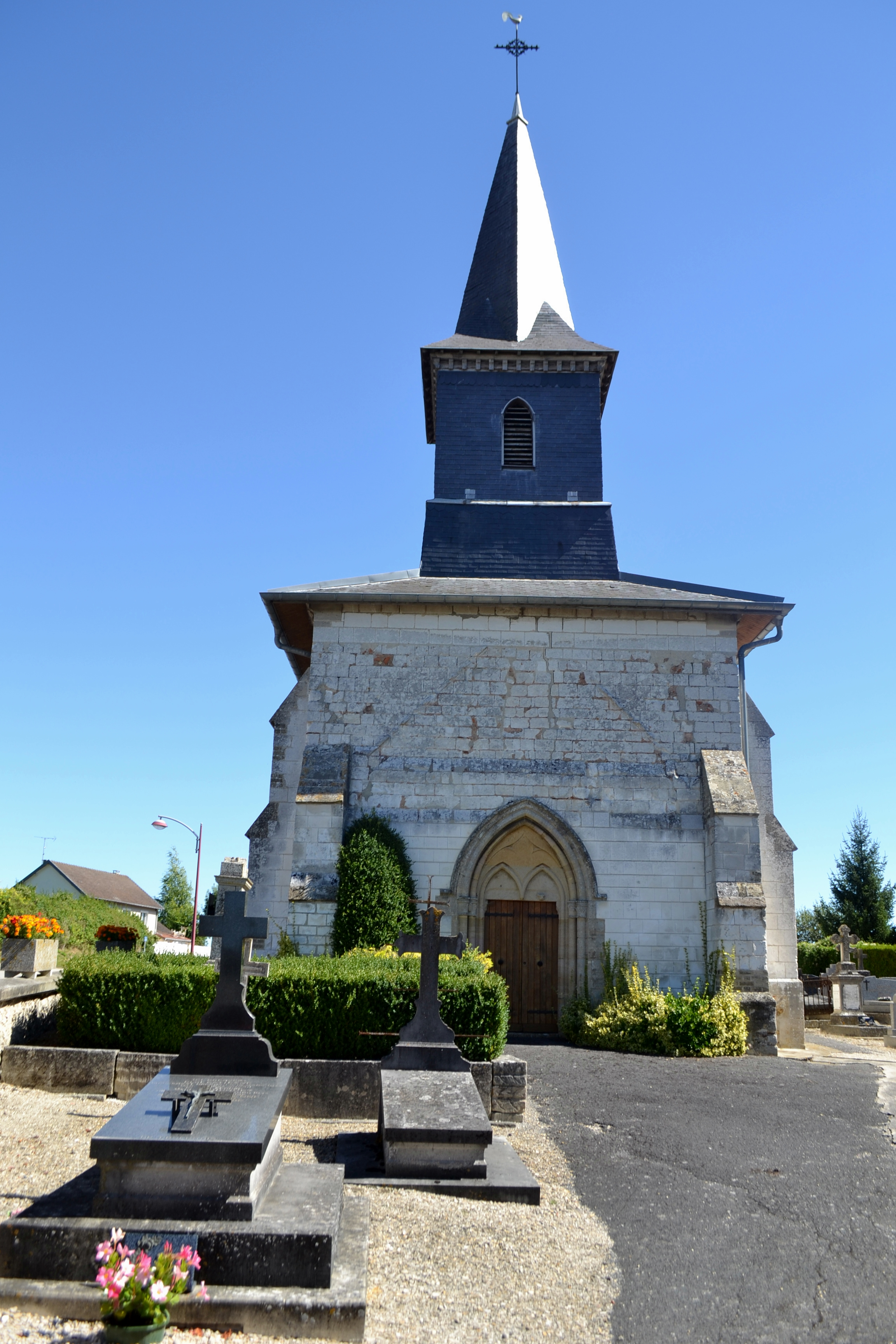
Kirche Saint-Jean-Baptiste